# Tytti Tuppurainen

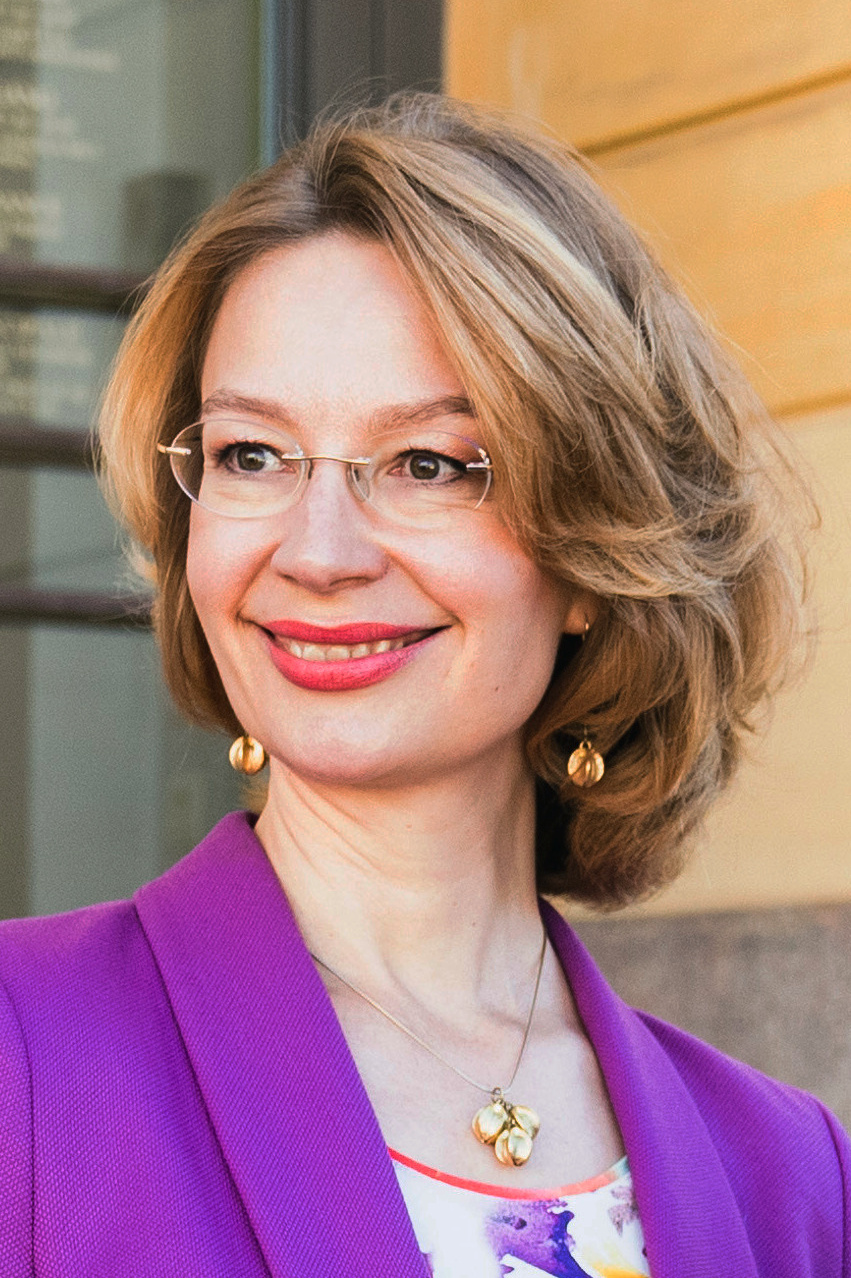
Tytti Tuppurainen (2019)

Tytti Johanna Tuppurainen (* 18. Februar 1976 in Oulu) ist eine finnische Politikerin der Sozialdemokratischen Partei Finnlands (SDP). Seit April 2011 ist sie Mitglied des finnischen Parlaments, von Juni 2019 bis Juni 2023 war sie Europaministerin im Kabinett Rinne bzw. Marin.

## Leben
Tytti Tuppurainen absolvierte 1994 das Merikoski-Gymnasium in ihrer Heimatstadt. Anschließend studierte sie Germanistik, Soziologie und Staatswissenschaft an der Universität Oulu, das Studium schloss sie 2003 als Magistra ab. 1996 verbrachte sie ein Austauschjahr an der Katholischen Universität Eichstätt-Ingolstadt. Nach dem Studium war sie Forschungs- und Entwicklungskoordinatorin an der Fachhochschule Oulu.
2000 wurde sie Mitglied der Stadtverwaltung Oulu. Nach der Parlamentswahl 2011 wurde sie Mitglied des finnischen Parlaments, wo sie bis 5. Juni 2019 stellvertretende Vorsitzende des Hauptausschusses und Mitglied des Land- und Forstwirtschaftsausschusses war. Nach der Parlamentswahl 2019 wurde sie mit 6. Juni 2019 Europaministerin im Kabinett Rinne. Sie folgte in diesem Amt auf Sampo Terho. Am 1. Juli 2019 übernahm Finnland den Vorsitz im Rat der Europäischen Union.
Tuppurainen ist Mutter zweier Kinder, 2014 heiratete sie Pertti Rauhio, den Verwaltungsleiter des Parlaments.